# Hyphessobrycon proteus
Hyphessobrycon proteus är en fiskart som beskrevs av Eigenmann, 1913. Hyphessobrycon proteus ingår i släktet Hyphessobrycon och familjen Characidae. Inga underarter finns listade i Catalogue of Life.